# Fédération internationale de bodybuilding et fitness
La Fédération Internationale de bodybuilding et fitness (IFBB), dont le siège est situé à Madrid, est l'organe international officiel qui gouverne la pratique des sports du culturisme et du fitness et qui supervise de nombreux événements internationaux, notamment les championnats du monde et continentaux,.

## Histoire
L'IFBB est fondée en 1946 à Montréal (Canada) par les frères Ben et Joe Weider sous le nom de Fédération internationale de bodybuilders, avec à sa tête le canadien Ben Weider. Les deux pays fondateurs sont le Canada et les États-Unis.
En 1965, l'IFBB organise sa première compétition : Mr. Olympia. De 1946 à 1970, la Fédération connaît une croissance rapide grâce à la promotion de Joe et Ben Weider. En 1970, l'IFBB compte des représentants dans plus de 50 pays à travers tous les continents : Afrique, Asie, Europe, Australie, Amérique du Nord et Amérique du Sud.
Le 4 septembre 1970, l'IFBB tient son 1er Congrès International à Belgrade (Yougoslavie). Ce congrès dote la fédération d'une constitution et d'un conseil exécutif. En 1971, l'IFBB devient membre de l'Association Générale des Fédérations Internationales de Sports (AGFIS), devenue maintenant SportAccord. Cette adhésion fait de la IFBB le représentant officiel du culturisme. À partir des années 1980 jusqu'à sa mort en 2008, le président de l'IFBB Ben Weider n'a pas arrêté de demander au CIO d'inclure le culturisme dans la liste des sports des Jeux olympiques. Même si la musculation n'a jamais été au programme olympique, en 1998 le CIO a accordé à l'IFBB une reconnaissance provisoire, qui a duré près de quatre ans, mais elle a été retirée en 2001,.
En 2004, l'IFBB est rebaptisée la Fédération internationale de bodybuilding et fitness, tout en gardant le sigle IFBB. L'année suivante, l'IFBB adopte de nouvelles règles antidopage suivant le code antidopage mondial. La section professionnelle de l'IFBB se sépare légalement de l'IFBB pour former l'IFBB Ligue professionnelle, une entité juridique indépendante avec ses propres règles et règlements. À son tour, la Constitution de l'IFBB devient le document directeur du sport amateur exclusivement. En 2006, après 60 ans passés à la tête de l'IFBB, Ben Weider démissionne de son rôle de président et l'espagnol Dr Rafael Santonja est élu à la tête de la Fédération. Le siège de l'IFBB est déplacé à Madrid (Espagne). Santonja est réélu en 2010 et en 2014 (au Congrès Mondial de Brasilia).

## Organisation
L'IFBB est enregistré en Espagne en tant qu'au organisme sans but lucratif. Elle est régie par une constitution, des règles techniques, des règles antidopage. Par ailleurs, elle est dirigée par un conseil exécutif démocratiquement élu pour un mandat de quatre ans. L'IFBB se réunit tous les ans en Congrès International, en même temps que se déroulent les Championnats du Monde de Culturisme Masculin.
L'IFBB est membre fondateur de l'Association Internationale des Jeux mondiaux (IWGA), membre du Conseil international pour l'éducation physique et la science du sport (CIEPSS), du Comité International Pierre de Coubertin, et du Conseil International de l'Éducation des entraîneurs (ICCE).
L'IFBB est reconnu par le Conseil Olympique d'Asie (OCA), l'Association des comités nationaux olympiques d'Afrique (ANOCA), l'Organisation sportive panaméricaine (ACODEPA). Elle est également reconnu par certains des 90 Comités nationaux olympiques.
L'IFBB participe à plusieurs jeux régionaux reconnus par le CIO, dont les Jeux de l'Asie du Sud-Est, les Jeux asiatiques, les Jeux sud-américains, les Jeux asiatiques de plage, les Jeux panarabes, les Jeux du Pacifique, les Jeux africains et les Jeux mondiaux. Elle a également participé aux Jeux d'Amérique Centrale.

## Membres
L'IFBB compte plus de 190 fédérations nationales affiliées qui peuvent également être groupées en fédérations continentales ou régionales.

## Compétitions
L'IFBB organise chaque année plus de 2 500 compétitions aux niveaux local, national, régional, continental, ainsi que les Championnats du Monde. Ces compétitions sont organisées pour les différentes disciplines sportives reconnues par la IFBB, aux niveaux juniors, séniors et maîtres pour la plupart. Quelques compétitions notables de l'IFBB comprennent les Championnats du Monde IFBB de Culturisme Masculins, les Championnats du Monde IFBB de Culturisme Classique, les Championnats du Monde IFBB de remise en forme et Arnold Classic.